# Pseudaulacaspis celtis
Pseudaulacaspis celtis är en insektsart som först beskrevs av Kuwana 1928.  Pseudaulacaspis celtis ingår i släktet Pseudaulacaspis och familjen pansarsköldlöss. Inga underarter finns listade i Catalogue of Life.